# Antonio González Arias
Antonio González Arias (Maravatío, Michoacán, 11 de febrero de 1979) es un exfutbolista mexicano que jugaba de delantero.

## Trayectoria
Debutó en Primera División en la derrota como visitante de Morelia ante Atlas (3-0), en la Jornada 7 del torneo Verano 2001. Copa Libertadores 2002 con Morelia.

### Clubes
| Club                    | País                | Año         | Partidos | Goles | Media |
| ----------------------- | ------------------- | ----------- | -------- | ----- | ----- |
| Monarcas Morelia        | México              | 2000 - 2002 | 46       | 8     | 0.17  |
| Club Deportivo Irapuato | México              | 2003        | 1        | 0     | 0     |
| Querétaro Fútbol Club   | México              | 2003        | 8        | 1     | 0.13  |
| Club León               | México              | 2003        | 3        | 0     | 0     |
| Monarcas Morelia        | México              | 2003        | 1        | 0     | 0     |
| Club Deportivo Irapuato | México              | 2004        | 2        | 0     | 0     |
| CF Correcaminos         | México              | 2004 - 2007 | 77       | 17    | 0.22  |
| CF Correcaminos         | México              | 2009 - 2012 | 28       | 7     | 0.25  |
| Total en su carrera     | Total en su carrera | 2000 - 2012 | 160      | 33    | 0.21  |